# Gruvlyckan
Gruvlyckan är en stadsdel i Karlstad och ligger ca 3,5 km från stadens centrum. Området domineras av bostadshus i tre våningar eller högre. På Gruvlyckan finns pizzeria, lite butiker och Internationella engelska skolan, privat regi i de lokaler som tidigare var den kommunala Gruvlyckeskolan. Tidigare bedrev Milko verksamhet i form av ett mejeri här, detta lades ned i februari 2011. 